# Aulonium longum
Aulonium longum är en skalbaggsart som beskrevs av Leconte 1866. Aulonium longum ingår i släktet Aulonium och familjen barkbaggar. Inga underarter finns listade i Catalogue of Life.